# Jazz Od Nowa Festival
Jazz Od Nowa Festival – festiwal muzyczny, odbywający się od 2001 roku w Toruniu, organizowany początkowo przez Studencki Klub Pracy Twórczej „Od Nowa”, a od 2012 roku przez Akademickie Centrum Kultury i Sztuki „Od Nowa” w Toruniu.
Pierwsza edycja z 2001 roku trwała dwa dni. Od 2010 roku festiwal trwa cztery dni, w 2014 roku wydarzenie wyjątkowo przedłużono do pięciu dni. Od 2013 roku festiwal odbywa się w sali widowiskowej Akademickiego Centrum Kultury i Sztuki „Od Nowa” oraz w Auli Uniwersytetu Mikołaja Kopernika w Toruniu. W 2024 roku odbyła się 24. edycja festiwalu.
Na festiwalu występują muzycy solowi oraz zespoły reprezentujące klasyczny jazz, free jazz, jazz-rock oraz wykonujący muzykę zbliżoną do jazzu. W ramach festiwalu swoje koncerty zagrali: Marc Bernstein, Terence Blanchard, Samuel Blaser, Peter Brötzmann, Hiram Bullock, Krzesimir Dębski, Urszula Dudziak, Al Foster, David Firesen, Anders Jormis, Wojciech Karolak, Victor Lewis, Adam Makowicz, Giovanni Mirabassi, Leszek Możdżer, Janusz Muniak, Włodzimierz Nahorny, Zbigniew Namysłowski, Greg Osby, Mark Soskin, Michael Patches Stewart, Tomasz Stańko, Tomasz Szukalski, Jarosław Śmietana, Michał Urbaniak, Ken Vandermark, Miroslav Vitous, Ulf Wakenius, Jan Ptaszyn Wróblewski oraz zespoły Łoskot, Miłość, Pink Freud, Robotobibok.
W ramach festiwalu organizowane są również wystawy plakatów i fotografii. Prezentowano dotychczas plakaty autorstwa Rosława Szaybo i Stanisława Zagórskiego oraz fotografie Marka Karewicza i Andrzeja Tyszko.